# コーディ・ディーナー
コーディ・ディーナー（Cody Deaner）のリングネームで知られるクリス・グレイ（Chris Grey、1981年5月16日 - ）は、カナダのプロレスラー。

## 来歴
オンタリオ州ナイアガラフォールズでデレク・ワイルドの下でプロレスラーになるためのトレーニングを開始し、2000年にHWF（Hardcore Wrestling Federation）でコーディ・スティール（Cody Steele）のリングネームでデビュー。HWFが閉鎖後はカナダとアメリカの様々なインディー団体に参戦し、多数のタイトルを獲得。
2004年11月22日、WWEの前座番組であるHEATにてダークマッチに出場し、モハメド・ハッサンと対戦している。翌23日にはSmackDown!のダークマッチに登場し、カート・アングルと対戦している。

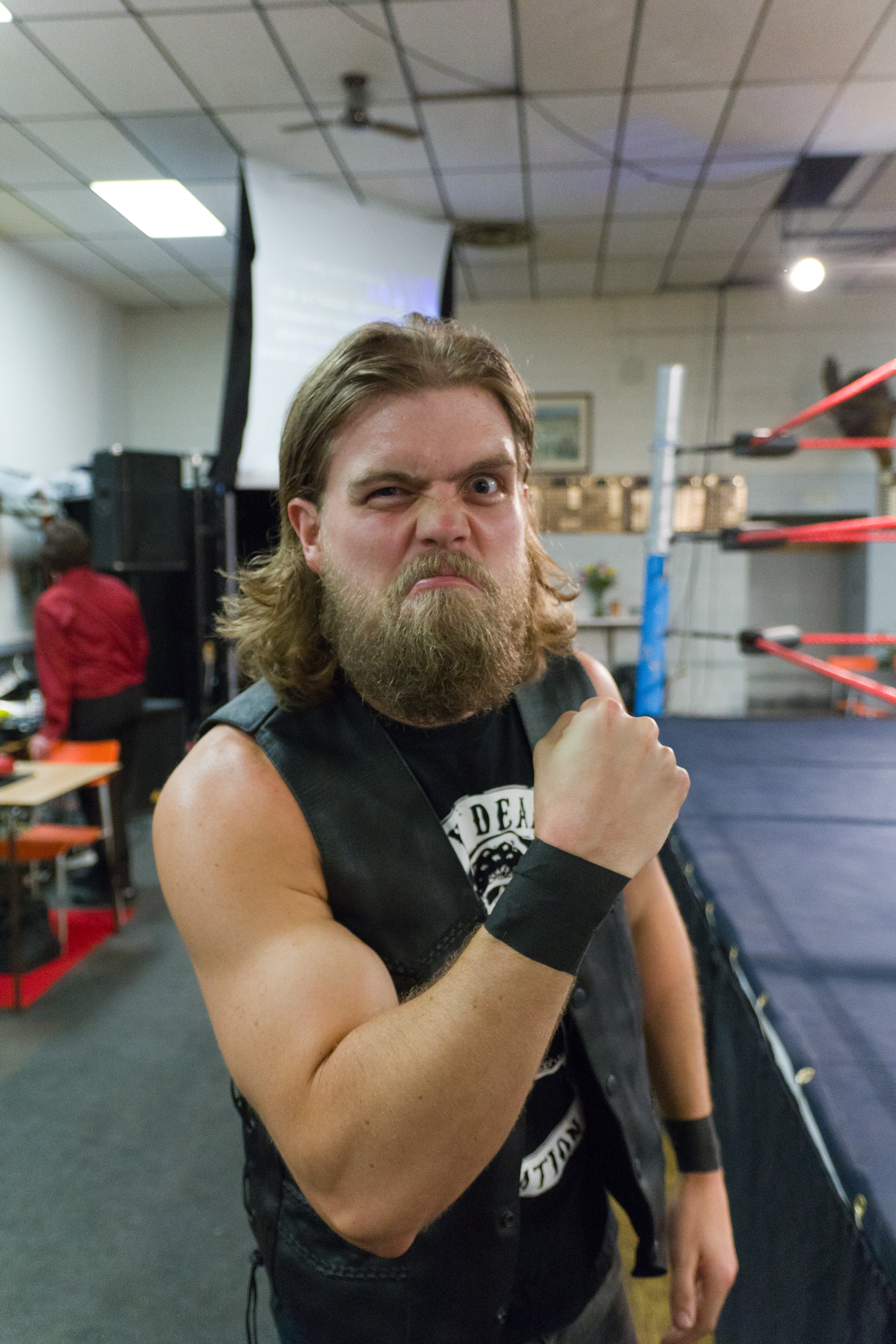
2011年

2005年、旗揚げされたばかりのGCW（Great Canadian Wrestling）に"コンプリート"コーディ・スティールとして参戦。At Rage of the Cageからコーディ・ディーナー（Cody Deaner）にリングネームを改めショーン・スピアーズと対戦している。11月のStampede Showdownでハイデン "デストロイヤー" エイブリーとGCWオンタリオ・インディペンデント王座をかけて対戦、勝利して王座を獲得している。これを機にエイブリーとタイトルをめぐって抗争を開始。翌年3月のUgandan Invasionでエイブリーに敗れるまでの約3ヵ月間王座を保持していた。Veni! Vidi! Viciでリマッチ権を行使してモーターシティ・ストリートファイト形式でエイブリーと対戦するが負けている。
7月のBeyond the Limitでエイブリーとの抗争を終了し、チームを組むようになりGCWタッグチーム王座を獲得する。獲得後はフットライナーズ（アサイラム & マット・バーンズ）とベルトをめぐって抗争を開始し、Genesis 11:25:07で敗れるまでタイトルを保持し続けた。その後も抗争は続き、2008年4月のGame Overでフットライナーズからタイトルを奪い返している。6月のRandom Acts of Violenceでハウス・オブ・ビルート（アンドリュー・デイビス & セバスチャン・サーブ）に奪われている。

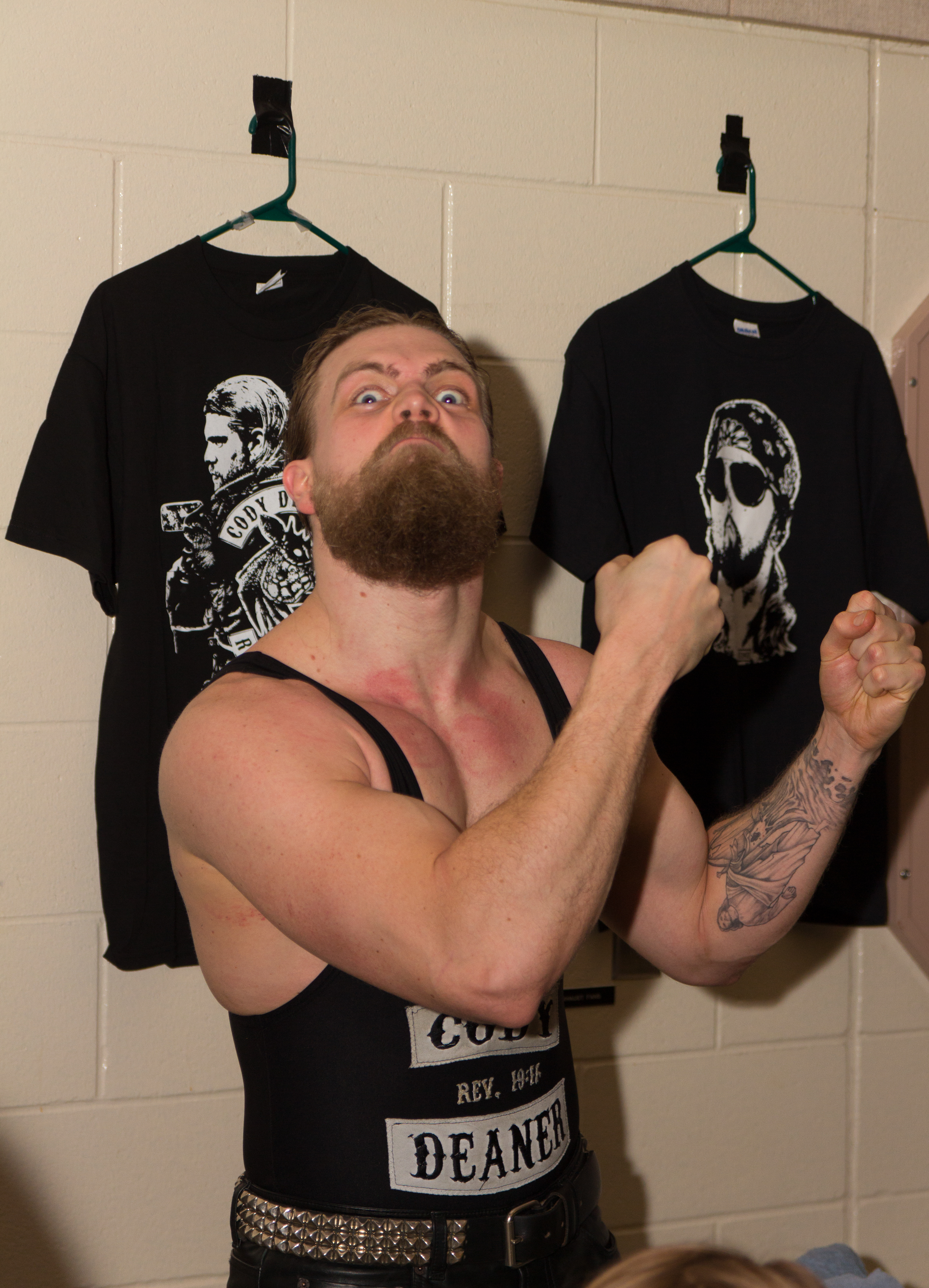
2013年

タイトルを落とした後もしばらくはタッグを継続してタッグ王座に挑戦していたが、2人ともシングル王座に焦点を定め、タッグは発展的解消をした。その後はGCWナショナル王座をめぐりオーティス・アイドルと抗争を開始するも抗争中にオーティスがタイトルを失ったために抗争は終了する。2008年秋ごろからTNAと契約、参戦するようになるが、GCWでの活動を続け、7月にはスコッティ・ターナーを破りTWAヘビー級王座を獲得している。
2009年4月16日、TNAに参戦し、ODBと組んでアビス & ダフニーとミックスドマッチを行い、22日にはアビスとシングルマッチで対戦している。8月のPPVであるHardcore JusticeでODBと組み、ビューティフル・ピープル（アンジェリーナ・ラブ & ベルベット・スカイ）に勝利している。9月のPPVであるNo SurrenderではODBと対戦しているが負けている。12月のFinal Resolutionで12人ランブルに登場、これがTNA最後の登場となった。12月に解雇されている。
TNA解雇後は古い田舎者のギミックへと変更してCCW（Classic Championship Wrestling）やNWF（Neo Wrestling Federation）などのカナダのインディー団体に参戦している。
2018年、故郷のカナダ・オンタリオ州ウィンザーで行われたインパクト・レスリングのPPV「マーチブレークダウン」に出場。
2019年3月、インパクトレスリングと正式に契約し、約10年ぶりに復帰。

## 得意技
ギバー・ドロップ
コーナーではなくロープを登る不知火
ムエルト・バット
ダイビング・ヘッドバット
アンイプロメント・ライン
クローズライン

## 獲得タイトル
CCW（Classic Championship Wrestling）
- CCWヘビー級王座 :1回

GCW（Great Canadian Wrestling）
- GCWオンタリオ・インディペンデント王座 :1回
- GCWタッグチーム王座 :2回（w/ハイデン・エイブリー）

PWX（Pro Wrestling Xtreme）
- PWXプロ・ディヴィジョン王座 :1回
- PWX Xディヴィジョン王座:1回
- PWXエクストリーム王座 :1回

TWA Powerhouse
- TWA王座 :1回
- TWAタッグチーム王座 :1回（w/ドレイク・ワイルド）